# Nordstreifenkiwi
Der Nordstreifenkiwi (Apteryx mantelli, Syn.: Apteryx bulleri), auch Nördlicher Streifenkiwi, Brauner Kiwi oder Nordkiwi, ist eine große Kiwiart. Auf der neuseeländischen Nordinsel und auf vorgelagerten Inseln Neuseelands beheimatet, ist er zwar eine der häufigeren Kiwi-Arten, durch den Jagddruck von Weißen eingeschleppter Raubtiere aber dennoch vielerorts selten geworden oder gar ausgerottet.
Traditionell wurde der Nordstreifenkiwi als Apteryx australis mantelli, eine Unterart des Südstreifenkiwis angesehen; inzwischen gilt er als eigenständige Art.

## Merkmale

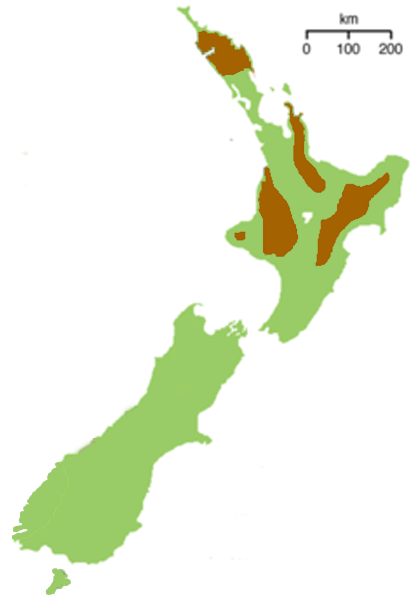
Verbreitungsgebiete des Nordstreifenkiwi

Der Nordstreifenkiwi ist ein großer Kiwi, der eine Körperlänge von 50 bis 65 cm erreicht. Die Männchen werden 1440 bis 3060 g schwer, ihre Schnabellänge misst 110 bis 155 mm. Weibchen erreichen ein Gewicht von 2060 bis 3850 g und eine Schnabellänge von 130 bis 205 mm. Der Schwanz ist bei dem flugunfähigen Vogel nicht erkennbar, seine kleinen Flügel sind verkümmert. Er ist dunkelbraun mit rötlichbrauner und schwarzer Strichelung. Die Unterseite ist blass gräulich braun. Das Gefieder fühlt sich rau an, immer wieder tritt Albinismus auf. Im Gegensatz zu den kurzen Gesichtsborsten anderer Arten sind die Borsten im Gesicht des Nordstreifenkiwis lang. Der Schnabel ist hell hornfarben, die Füße braun.

## Verbreitung
Der Nordstreifenkiwi ist der einzige freilebende Kiwi der Nordinsel. Er kommt dort und auf einigen vorgelagerten Inseln Neuseelands in isolierten und fragmentierten Populationen vor. Auf der Nordinsel ist er stellenweise häufig, meist sind es jedoch verstreute Bestände. Er kommt auf der Coromandel Peninsula, in den Regionen Bay of Plenty und Gisborne und bis zum nördlichen Ruahine Range, sowie vom Tongariro Vulkan-Massiv bis Taranaki vor. Stabile Bestände gibt es auf Te Hauturu-o-Toi / Little Barrier Island, Kawau Island und Ponui Island / Chamberlins Island. Auf Kapiti Island kommen Hybride vor.
Neue Populationen haben sich auf der Tawharanui Peninsula (nördliches Auckland), im Maungatautari Gebiet (Waikato-Region), auf Cape Kidnappers (Hawke’s Bay), bei Pukaha/Mount Bruce (Wairarapa) und in der Remutaka Range (Wellington) etabliert. Zur Zeit der Besiedlung durch die Europäer war der Nordstreifenkiwi weiter verbreitet, insbesondere auf der Northland Peninsula und in der Waikato-Region.

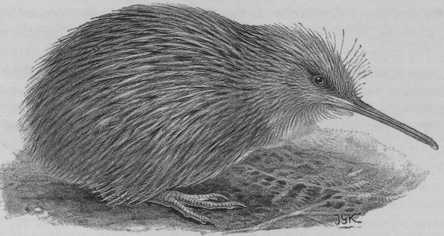
Küken

## Lebensraum und Lebensweise
Der Nordstreifenkiwi bevorzugt dichte subtropische Wälder, lebt aber auch in aufgeforsteten Wäldern, in Pflanzungen eingeführter Kiefern, in Strauch- und Dornbuschsteppe, Grasland und sogar in Sanddünen. Er kommt von Meereshöhe bis in 1400 m Höhe nördlich der Manawatu Gorge Schlucht vor.
Der Nordstreifenkiwi ernährt sich hauptsächlich von wirbellosen Tieren. Die nächtliche und versteckte Lebensweise macht es praktisch unmöglich die Nahrungsaufnahme zu beobachten; im Vogelmagen und im Kot wurden als größter Anteil der Nahrung Ringelwürmer ausgemacht. Daneben gibt es Berichte über pflanzliches Material wie Pflanzenblätter und Moose. Das Gelege besteht aus ein bis zwei weißen Eiern. Bei einem Körpergewicht der Weibchen von 2,09 bis 3,27 kg wiegt ein Ei 330 bis 519 g. Mit einem Gewicht von 416 g ist ein Ei etwa 400 % schwerer, als es allometrisch von einem Vogel mit einem Körpergewicht von 2,2 kg zu erwarten wäre. Die Eier werden hauptsächlich vom Männchen bebrütet; die Brutdauer zwischen 74 und 84 Tagen gilt als eine der längsten in der Vogelwelt. Die Küken schlüpfen vollständig befiedert und verlassen das Nest ohne Begleitung nach etwa einer Woche.

## Gefährdung
1996 wurde der Bestand noch auf 35.000 Tiere geschätzt, für 2008 wurde von 25.000 Individuen ausgegangen. Davon entfallen 8000 auf die Northland, 1000 auf die Coromandel-Halbinsel und 8000 auf die westliche und die östliche Population. Der Bestand auf der Nordinsel könnte durch Habitatverlust und durch die Bejagung durch Hunde, Katzen, Frettchen und Hermeline sehr schnell zurückgehen; wegen der stabilen Inselpopulationen und der Eindämmung der Prädatoren in ausgewählten Nordinsel-Populationen ist der allgemeine Rückgang wahrscheinlich langsamer. Von der IUCN (International Union for Conservation of Nature and Natural Resources) wird die Art als gefährdet (Vulnerable, VU) eingestuft.